# Candy McMann
Candy McMann (apellido de soltera: McMann), es un personaje ficticio de la serie de televisión neozelandesa Go Girls, interpretada por la actriz Shara Connolly desde el 2013 hasta ahora.

## Biografía
Apareció por primera vez en el 2010 cuando visitó a su hermana mayor de Britta McMann, a quien le ocasionó varios problemas antes de irse, al inicio Candy no es una persona muy popular ya que existe una página llamada "I Hate Candy - IHC" creada por sus enemigos a quienes molestó en la escuela. Candy no tenía problemas para usar a los hombres por su dinero y luego alejarse cuando las cosas se dificultaban. 
Candy regresó a la costa en el 2012 para asistir a la boda de Britta, en donde le revela a su familia que no tenía otro lugar a donde ir, ni dinero ni pareja por lo que se muda con ellos. Pasó los últimos cinco años viajando por el mundo y obtuvo una calificación como fisioterapeuta deportiva.
A su llegada Candy está dispuesta a cambiar su vida y su misión es mejorar como persona, al inicio lucha por no aprovecharse de los demás, por ver solo por sí misma, criticar y ser impaciente. Cuando se encuentra con Ted Keegan un amigo de la infancia, este no está feliz de verla pero poco a poco se da cuenta de que Candy ha cambiado. Poco a poco Candy comienza a hacer amigos entre ellos Levi Hirsh, Bennie Keegan y Alice Lee.